# Sattelhof

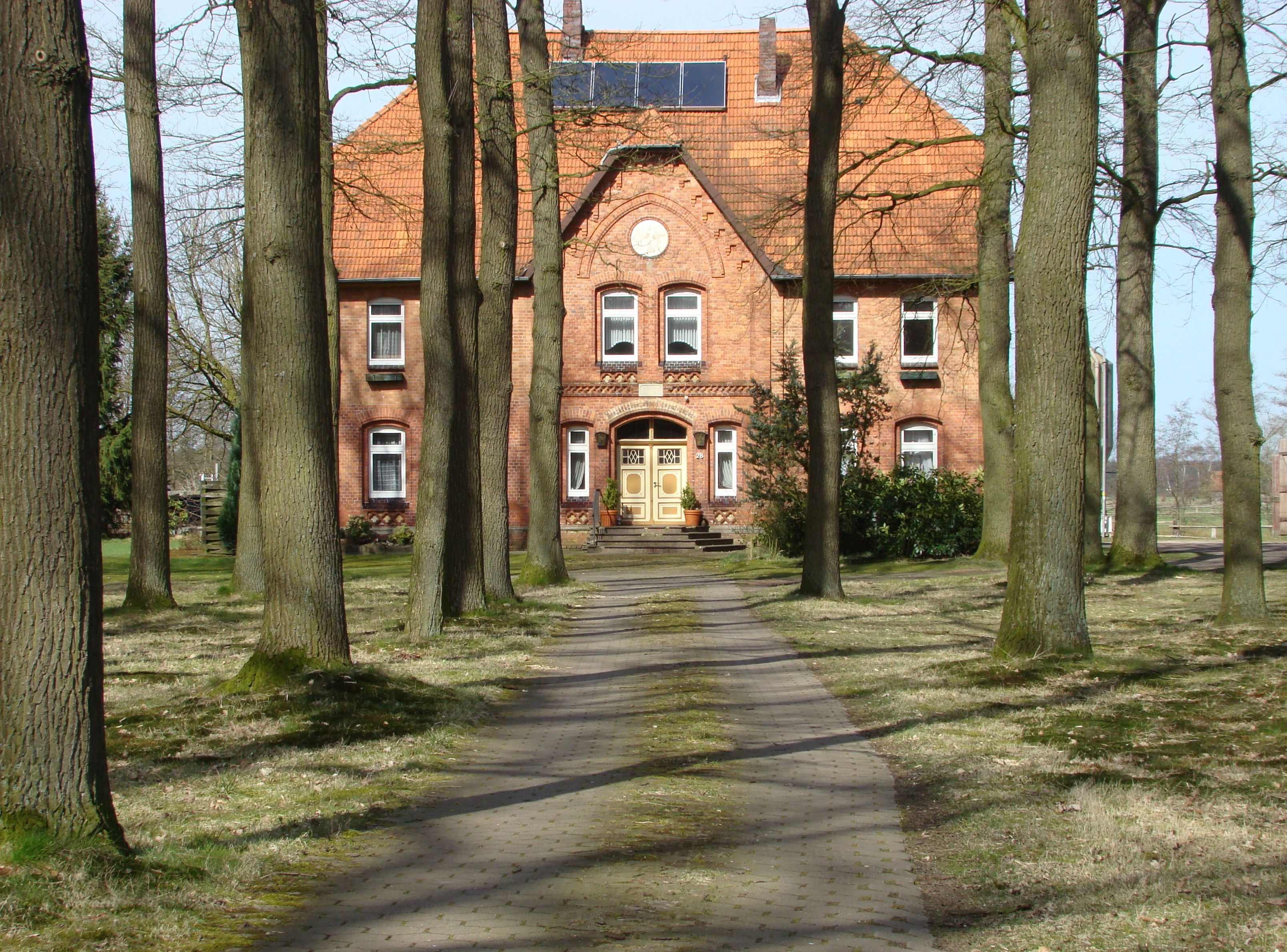
Wohnhaus eines ehemaligen Sattelhofes in Weesen (Südheide)

Ein Sattelhof (auch Saddel-, Sadel-, Sedel-, Setel-, Siedel- oder Zedelhof, bisweilen auch Sedelsitz) war ein von Frondiensten und vielen Abgaben freies Gut, auf dem die Gerichtsbarkeit über die zu ihm gehörenden Höfe ruhte.
Die Bezeichnung ist abgeleitet von dem mittelhochdeutschen Wort „satel“, welches ein bestimmtes Ackermaß bezeichnete, das allerdings regional von unterschiedlicher Größe war.
Diese Güter waren zwar von den Fronen befreit, es hafteten aber meistenteils andere Lasten auf ihnen. So mussten die Besitzer dieser Höfe dem Gutsherrn Pferde stellen oder einen gewissen Abgabezins erbringen. Im Kriegsfall war ein berittener Bewaffneter zu stellen.
Größere Sattelhöfe hatten zum Teil auch mehrere Pferde und Reiter zu stellen. Solche Höfe wurden als Sattelgüter bezeichnet.

## Orte in Deutschland (Auswahl)
- Sattelhof, Wohnplatz in Raitbach, Stadt Schopfheim, Landkreis Lörrach, Baden-Württemberg
- Sattelhof (Schwarzach bei Nabburg), Ortsteil der Gemeinde Schwarzach bei Nabburg im Oberpfälzer Landkreis Schwandorf (Bayern)
- Sattelhof, mittelalterlicher Gutshof, heute Schlosspark Sebaldsbrück in Bremen-Sebaldsbrück
- Sattelhof, Wohnplatz in Alsenbrück-Langmeil, einem Ortsteil der Gemeinde Winnweiler in Rheinland-Pfalz[3]
- Röderscher Sattelhof, Harzgerode, Sachsen-Anhalt
- Sattelhof (Zwenkau), Sachsen